# スパイディ・ミーツ・プレジデント
「スパイディ・ミーツ・プレジデント」（"Spidey Meets the President!"）は、『アメイジング・スパイダーマン』第583号のストーリーであり、脚本はゼブ・ウェルズ、作画はトッド・ナウクとフランク・ダーマタが担当した。カバーはスパイダーマンにサムズアップするバラク・オバマが描かれている。2009年1月のオバマの就任式の1週間前に発売された。

## プロット
物語はピーター・パーカーがバラク・オバマの大統領就任式で歴史的瞬間を撮影しようとする場面から始まる。その最中、突如リムジンが止まり、中からもう一人のオバマが現れる。シークレットサービスが困惑する中、ピーターはすぐにスパイダーマンの衣装を身に付け、本物のオバマなら回答できると思われる質問を両者に尋ねる。ピーターがオバマの学生時代のニックネームを尋ねると、本物の彼は即答し、偽物は混乱して怒り出し、その正体であるカメレオンの姿を現わにする。スパイダーマンによって倒されたカメレオンはシークレットサービスにより連行される。オバマ氏は、彼のファンであることをスパイダーマンに明らかにする。オバマ大統領は無事宣誓を行い、スパイダーマンはワシントン記念塔の上からそれを撮影する。

## プロローグ
このストーリーはデジタルコミック『The Amazing Spider-Man Presidents Day Special』で本編の冒頭に追加されており、オバマの就任式の直前の出来事が描かれている。オバマのテーラーに扮したカメレオンは彼を部屋に閉じ込め、彼になりすまして大統領の就任式の場所へと出発する。しかし本物のオバマは脱出し、ジョー・バイデン副大統領の運転するもう一台のリムジンでカメレオンを追いかける。一方街中でピーター・パーカーは就任式の現場へ取材のために現れるが、取材証を忘れてしまったことに気がつく。ピーターはクモのパワーを使って壁を飛び越し、敷地内に侵入する。しかしながら彼はジョン・マケイン上院議員と数人のシークレットサービスに見つかってしまう。幸いなことにマケインは『デイリー・ビューグル』のカメラマンとして働くピーターを知っていたため、予備の取材証を彼に渡す。ピーターはその後、記者団に加わり、本編へと繋がる。

## 評価
『アメイジング・スパイダーマン』は通常は1号あたり7万部程度の売上であったが、この第583号は35万部以上に達し、5刷に及んだ。これは2000年代に最も売れたレギュラーシリーズであった。